# Хомутов, Геннадий Фёдорович
Геннадий Фёдорович Хомутов (10 мая 1939, село Кувай, Новосергиевский район, Оренбургская область — 15 июля 2020, Оренбург, Россия) — русский поэт, руководитель Оренбургского областного литературного объединения им. В. И. Даля, член Союза писателей России.

## Биография
Родился 10 мая 1939 года в селе Кувай Покровского района Оренбургской области. Работал в совхозе. Служил в Советской Армии. Учился в Литературном институте. С 1964 г. являлся бессменным руководителем литобъединения имени В. И. Даля. Жил и работал в Оренбурге.

## Справочная литература
- «Внуки вещего Бояна» — Калуга: Золотая аллея, 2008
- Антология современной поэзии и прозы Оренбуржья — Калуга: Золотая аллея, 2002